# Teestrup Sogn
Teestrup Sogn er et sogn i Tryggevælde Provsti (Roskilde Stift).
Indtil 1895 var Teestrup Sogn anneks til Aversi Sogn fra Tybjerg Herred i Præstø Amt. Derefter blev Teestrup Sogn et selvstændigt pastorat. Det hørte til Ringsted Herred i Sorø Amt. Teestrup sognekommune blev ved kommunalreformen i 1970 indlemmet i Haslev Kommune, der ved strukturreformen i 2007 indgik i Faxe Kommune.
I Teestrup Sogn ligger Teestrup Kirke.
I sognet findes følgende autoriserede stednavne:
- Henriettelund (landbrugsejendom)
- Indelukket (bebyggelse)
- Overdrevet (bebyggelse)
- Rækken (bebyggelse)
- Rødebro (bebyggelse)
- Skuderløse (bebyggelse, ejerlav)
- Svalebæk (bebyggelse)
- Teestrup (bebyggelse, ejerlav)
- Teestrup Enghave (bebyggelse)
- Tuerne (areal)